# Asnières-sur-Seine
Asnières-sur-Seine är en kommun i departementet Hauts-de-Seine i regionen Île-de-France i norra Frankrike. Kommunen är chef-lieu över 2 kantoner som tillhör arrondissementet Nanterre. År 2022 hade Asnières-sur-Seine 91 457 invånare.
Fram till 1968 hette kommunen bara Asnières.
Asnières-sur-Seine ligger i Paris nordvästra förorter på Seines vänstra strand. Kommunen är uppdelad i två kantoner:
- Asnières-sur-Seine-Nord med 43 453 invånare
- Asnières-sur-Seine-Sud med 32 384 invånare.

I Asnières-sur-Seine finns flera stora företag som L'Orèal, Lucas Electric, Lesieur och Luois Vuitton
Asnières-sur-Seine var den första staden i världen som lät uppföra en djurkyrkogård. Hundkyrkogården Cimetière des Chiens öppnade 1899 och rymmer idag inte bara hundar, katter och fåglar utan även hästar, lejon apor, mm.

## Befolkningsutveckling
Antalet invånare i kommunen Asnières-sur-Seine
| Referens: INSEE |